# Salawati
Salawati (indonez. Pulau Salawati) – wyspa w Indonezji na Oceanie Spokojnym w grupie wysp Raja Ampat; powierzchnia 1622,9 km², długość linii brzegowej 200,2 km; ok. 9 tys. mieszkańców.
Wyspa oddzieliła się od Nowej Gwinei dopiero podczas ostatniego zlodowacenia.
Od północy oddzielona wąską cieśniną od wyspy Batanta, od wschodu cieśniną Sele od półwyspu Ptasia Głowa; większa część wyspy nizinna, jedynie północno-zachodnia górzysta (wys. do 925 m n.p.m.); porośnięta lasem równikowym. 
Uprawa palmy kokosowej, sagowca, wydobycie ropy naftowej.
Populacja wyspy zróżnicowana etnicznie i językowo, z dużym udziałem ludności napływowej. W użyciu są blisko spokrewnione języki ma’ya i salawati („maden”), inne języki lokalne (biak i seget), a także jawajski.